# Fräkentjärnen (Edefors socken, Norrbotten, 734475-175146)
Fräkentjärnen är en sjö i Bodens kommun i Norrbotten och ingår i Luleälvens huvudavrinningsområde.